# Medallistas olímpicos en gimnasia (masculino)
Tabla del mundo  medallas de oro, plata y bronce de la Gimnasia artística en los Juegos Olímpicos en cada una de las pruebas que forman parte del torneo.
- Para las damas véase Medallistas olímpicos en gimnasia (femenino).

## Gimnasia artística

### Programa vigente

#### All-around, individual
| Edición             | Oro                                     | Plata                                                                                    | Bronce                                 |
| ------------------- | --------------------------------------- | ---------------------------------------------------------------------------------------- | -------------------------------------- |
| París 1900          | Gustave Sandras · Francia               | Noël Bas · Francia                                                                       | Lucien Démanet · Francia               |
| St. Louis 1904      | Julius Lenhart · Estados Unidos         | Wilhelm Weber · Alemania                                                                 | Adolf Spinnler · Suiza                 |
| Londres 1908        | Alberto Braglia · Italia                | Walter Tysall · Reino Unido                                                              | Louis Ségura · Francia                 |
| Estocolmo 1912      | Alberto Braglia · Italia                | Louis Ségura · Francia                                                                   | Adolfo Tunesi · Italia                 |
| Amberes 1920        | Giorgio Zampori · Italia                | Marco Torrès · Francia                                                                   | Jean Gounot · Francia                  |
| París 1924          | Leon Štukelj · Yugoslavia               | Robert Pražák · Checoslovaquia                                                           | Bedřich Šupčík · Checoslovaquia        |
| Ámsterdam 1928      | Georges Miez · Suiza                    | Hermann Hänggi · Suiza                                                                   | Leon Štukelj · Yugoslavia              |
| Los Ángeles 1932    | Romeo Neri · Italia                     | István Pelle · Hungría                                                                   | Heikki Savolainen · Finlandia          |
| Berlín 1936         | Alfred Schwarzmann · Alemania           | Eugen Mack · Suiza                                                                       | Konrad Frey · Alemania                 |
| Londres 1948        | Veikko Huhtanen · Finlandia             | Walter Lehmann · Suiza                                                                   | Paavo Aaltonen · Finlandia             |
| Helsinki 1952       | Viktor Chukarin · Unión Soviética       | Hrant Shahinyan · Unión Soviética                                                        | Josef Stalder · Suiza                  |
| Melbourne 1956      | Viktor Chukarin · Unión Soviética       | Takashi Ono · Japón                                                                      | Yuri Titov · Unión Soviética           |
| Roma 1960           | Boris Shakhlin · Unión Soviética        | Takashi Ono · Japón                                                                      | Yuri Titov · Unión Soviética           |
| Tokio 1964          | Yukio Endo · Japón                      | Viktor Lisitsky · Unión Soviética Boris Shakhlin · Unión Soviética Shuji Tsurumi · Japón | medalla no otorgada                    |
| México 1968         | Sawao Kato · Japón                      | Mikhail Voronin · Unión Soviética                                                        | Akinori Nakayama · Japón               |
| Múnich 1972         | Sawao Kato · Japón                      | Eizo Kenmotsu · Japón                                                                    | Akinori Nakayama · Japón               |
| Montreal 1976       | Nikolai Andrianov · Unión Soviética     | Sawao Kato · Japón                                                                       | Mitsuo Tsukahara · Japón               |
| Moscú 1980          | Alexander Dityatin · Unión Soviética    | Nikolai Andrianov · Unión Soviética                                                      | Stoyan Deltchev · Bulgaria             |
| Los Ángeles 1984    | Koji Gushiken · Japón                   | Peter Vidmar · Estados Unidos                                                            | Li Ning · República Popular China      |
| Seúl 1988           | Vladimir Artemov · Unión Soviética      | Valeri Liukin · Unión Soviética                                                          | Dmitry Bilozerchev · Unión Soviética   |
| Barcelona 1992      | Vitaly Scherbo · Equipo Unificado       | Grigory Misutin · Equipo Unificado                                                       | Valery Belenky · Equipo Unificado      |
| Atlanta 1996        | Li Xiaoshuang · República Popular China | Alexei Nemov · Rusia                                                                     | Vitaly Scherbo · Bielorrusia           |
| Sídney 2000         | Alexei Nemov · Rusia                    | Yang Wei · República Popular China                                                       | Oleksandr Beresh · Ucrania             |
| Atenas 2004         | Paul Hamm · Estados Unidos              | Kim Dae-eun · Corea del Sur                                                              | Yang Tae-Young · Corea del Sur         |
| Beijing 2008        | Yang Wei · República Popular China      | Kōhei Uchimura · Japón                                                                   | Benoît Caranobe · Francia              |
| Londres 2012        | Kōhei Uchimura · Japón                  | Marcel Nguyen · Alemania                                                                 | Danell Leyva · Estados Unidos          |
| Río de Janeiro 2016 | Kōhei Uchimura · Japón                  | Oleg Verniaiev · Ucrania                                                                 | Max Whitlock · Reino Unido             |
| Tokio 2020          | Daiki Hashimoto · Japón                 | Xiao Ruoteng · República Popular China                                                   | Nikita Nagorny · ROC                   |
| París 2024          | Shinnosuke Oka · Japón                  | Zhang Boheng · República Popular China                                                   | Xiao Ruoteng · República Popular China |

#### All-around, equipos
| Edición             | Oro | Plata | Bronce |
| ------------------- | --- | --- | --- |
| St. Louis 1904      | Estados Unidos John Grieb · Anton Heida · Max Hess · Philip Kassel · Julius Lenhart · Ernst Reckeweg | Estados Unidos Emil Beyer · John Bissinger · Arthur Rosenkampff · Julian Schmitz · Otto Steffen · Max Wolf | Estados Unidos John Duha · Charles Krause · George Mayer · Robert Maysack · Philip Schuster · Edward Siegler |
| Londres 1908        | SueciaGösta Åsbrink · Carl Bertilsson · Hjalmar Cedercrona · Andreas Cervin · Rudolf Degermark · Carl Folcker · Sven Forssman · Erik Granfelt · Carl Hårleman · Nils Hellsten · Gunnar Höjer · Arvid Holmberg · Carl Holmberg · Oswald Holmberg · Hugo Jahnke · Johan Jarlén · Gustaf Johnsson · Rolf Johnsson · Nils von Kantzow · Sven Landberg · Olle Lanner · Axel Ljung · Osvald Moberg · Carl Martin Norberg · Erik Norberg · Tor Norberg · Axel Norling · Daniel Norling · Gösta Olson · Leonard Peterson · Sven Rosén · Gustaf Rosenquist · Axel Sjöblom · Birger Sörvik · Haakon Sörvik · Karl Johan Svensson · Karl-Gustaf Vingqvist · Nils Widforss | NoruegaArthur Amundsen · Carl Albert Andersen · Otto Authén · Hermann Bohne · Trygve Bøyesen · Oskar Bye · Conrad Carlsrud · Sverre Grøner · Harald Halvorsen · Harald Hansen · Petter Hol · Eugen Ingebretsen · Ole Iversen · Per Mathias Jespersen · Sigge Johannessen · Nicolai Kiær · Carl Klæth · Thor Larsen · Rolf Lefdahl · Hans Lem · Anders Moen · Frithjof Olsen · Carl Alfred Pedersen · Paul Pedersen · Sigvard Sivertsen · John Skrataas · Harald Smedvik · Andreas Strand · Olaf Syvertsen · Thomas Thorstensen | FinlandiaEino Forsström · Otto Granström · Johan Kemp · Iivari Kyykoski · Heikki Lehmusto · John Lindroth · Yrjö Linko · Edvard Linna · Matti Markkanen · Kalle Mikkolainen · Veli Nieminen · Kalle Kustaa Paasia · Arvi Pohjanpää · Aarne Pohjonen · Eino Railio · Ale Riipinen · Arno Saarinen · Einar Sahlstein · Aarne Salovaara · Torsten Sandelin · Elis Sipilä · Viktor Smeds · Kaarlo Soinio · Kurt Stenberg · Väinö Tiiri · Magnus Wegelius         |
| Estocolmo 1912      | ItaliaPietro Bianchi · Guido Boni · Alberto Braglia · Giuseppe Domenichelli · Carlo Fregosi · Alfredo Gollini · Francesco Loi · Luigi Maiocco · Giovanni Mangiante · Lorenzo Mangiante · Serafino Mazzarochi · Guido Romano · Paolo Salvi · Luciano Savorini · Adolfo Tunesi · Giorgio Zampori · Umberto Zanolini · Angelo Zorzi | HungríaJózsef Bittenbinder · Imre Erdődy · Samu Fóti · Imre Gellért · Győző Haberfeld · Ottó Hellmich · István Herczeg · József Keresztessy · Lajos Kmetykó · János Krizmanich · Elemér Pászti · Árpád Pédery · Jenõ Rittich · Ferenc Szüts · Ödön Téry · Géza Tuli | Reino UnidoAlbert Betts · William Cowhig · Sidney Cross · Harold Dickason · Herbert Drury · Bernard Franklin · Leonard Hanson · Samuel Hodgetts · Charles Luck · William MacKune · Ronald McLean · Alfred Messenger · Henry Oberholzer · Edward Pepper · Edward Potts · Reginald Potts · George Ross · Charles Simmons · Arthur Southern · William Titt · Charles Vigurs · Samuel Walker · John Whitaker                                                     |
| Amberes 1920        | ItaliaArnaldo Andreoli · Ettore Bellotto · Pietro Bianchi · Fernando Bonatti · Luigi Cambiaso · Luigi Contessi · Carlo Costigliolo · Luigi Costigliolo · Giuseppe Domenichelli · Roberto Ferrari · Carlo Fregosi · Romualdo Ghiglione · Ambrogio Levati · Francesco Loi · Vittorio Lucchetti · Luigi Maiocco · Ferdinando Mandrini · Lorenzo Mangiante · Antonio Marovelli · Michele Mastromarino · Giuseppe Paris · Manlio Pastorini · Ezio Roselli · Paolo Salvi · Giovanni Tubino · Giorgio Zampori · Angelo Zorzi | BélgicaEugenius Auwerkerken · Théophile Bauer · François Claessens · Augustus Cootmans · Frans Gibens · Albert Haepers · Domien Jacob · Félicien Kempeneers · Jules Labéeu · Hubert Lafortune · Auguste Landrieu · Charles Lannie · Constant Loriot · Nicolaas Moerloos · Ferdinand Minnaert · Louis Stoop · Jean Van Guysse · Alphonse Van Mele · François Verboven · Jean Verboven · Julien Verdonck · Joseph Verstraeten · Georges Vivex · Julianus Wagemans                                                                | FranciaGeorges Berger · Émile Bouchès · René Boulanger · Alfred Buyenne · Eugène Cordonnier · Léon Delsarte · Lucien Démanet · Paul Durin · Georges Duvant · Fernand Fauconnier · Arthur Hermann · Albert Hersoy · Alphonse Higelin · Auguste Hoël · Louis Kempe · Georges Lagouge · Paulin Lemaire · Ernest Lespinasse · Émile Martel · Jules Pirard · Eugène Pollet · Georges Thurnherr · Marco Torrès · François Walker · Julien Wartelle · Paul Wartelle |
| París 1924          | ItaliaLuigi Cambiaso · Mario Lertora · Vittorio Lucchetti · Luigi Maiocco · Ferdinando Mandrini · Francesco Martino · Giuseppe Paris · Giorgio Zampori | FranciaEugène Cordonnier · Léon Delsarte · François Gangloff · Jean Gounot · Arthur Hermann · Alphonse Higelin · Joseph Huber · Albert Séguin | SuizaHans Grieder · August Güttinger · Jean Gutweninger · Georges Miez · Otto Pfister · Antoine Rebetez · Carl Widmer · Josef Wilhelm |
| Ámsterdam 1928      | SuizaHans Grieder · August Güttinger · Hermann Hänggi · Eugen Mack · Georges Miez · Otto Pfister · Eduard Steinemann · Melchior Wezel | ChecoslovaquiaJosef Effenberger · Jan Gajdoš · Jan Koutný · Emanuel Löffler · Bedřich Šupčík · Ladislav Tikal · Ladislav Vácha · Václav Veselý | YugoslaviaEduard Antonijevič · Dragutin Cioti · Stane Derganc · Boris Gregorka · Anton Malej · Ivan Porenta · Josip Primožič · Leon Štukelj |
| Los Ángeles 1932    | ItaliaOreste Capuzzo · Savino Guglielmetti · Mario Lertora · Romeo Neri · Franco Tognini | Estados UnidosFrank Haubold · Frank Cumiskey · Al Jochim · Fred Meyer · Michael Schuler | FinlandiaMauri Nyberg-Noroma · Ilmari Pakarinen · Heikki Savolainen · Einari Teräsvirta · Martti Uosikkinen |
| Berlín 1936         | AlemaniaFranz Beckert · Konrad Frey · Alfred Schwarzmann · Willi Stadel · Innozenz Stangl · Walter Steffens · Matthias Volz · Ernst Winter | SuizaWalter Bach · Albert Bachmann · Walter Beck · Eugen Mack · Georges Miez · Michael Reusch · Eduard Steinemann · Josef Walter | FinlandiaMauri Nyberg-Noroma · Veikko Pakarinen · Aleksanteri Saarvala · Heikki Savolainen · Esa Seeste · Einari Teräsvirta · Eino Tukiainen · Martti Uosikkinen |
| Londres 1948        | FinlandiaPaavo Aaltonen · Veikko Huhtanen · Kalevi Laitinen · Olavi Rove · Aleksanteri Saarvala · Sulo Salmi · Heikki Savolainen · Einari Teräsvirta | SuizaKarl Frei · Christian Kipfer · Walter Lehmann · Robert Lucy · Michael Reusch · Josef Stalder · Emil Studer · Melchior Thalmann | HungríaLászló Baranyai · Jozsef Fekete · Gyözö Mogyorosi · János Mogyorósi-Klencs · Ferenc Pataki · Lajos Sántha · Lajos Tóth · Ferenc Várkõi |
| Helsinki 1952       | Unión SoviéticaVladimir Belyakov · Iosif Berdiev · Viktor Chukarin · Yevgeny Korolkov · Dmytro Leonkin · Valentin Muratov · Mikhail Perelman · Hrant Shahinyan | SuizaHans Eugster · Ernst Fivian · Ernst Gebendinger · Jack Günthard · Hans Schwarzentruber · Josef Stalder · Melchior Thalmann · Jean Tschabold | FinlandiaPaavo Aaltonen · Kalevi Laitinen · Onni Lappalainen · Kaino Lempinen · Berndt Lindfors · Olavi Rove · Heikki Savolainen · Kalevi Viskari |
| Melbourne 1956      | Unión Soviética Albert Azaryan · Viktor Chukarin · Valentin Muratov · Boris Shakhlin · Pavel Stolbov · Yuri Titov | Japón Nobuyuki Aihara · Akira Kono · Masami Kubota · Takashi Ono · Masao Takemoto · Shinsaku Tsukawaki | Finlandia Raimo Heinonen · Olavi Laimuvirta · Onni Lappalainen · Berndt Lindfors · Martti Mansikka · Kalevi Suoniemi |
| Roma 1960           | Japón Nobuyuki Aihara · Yukio Endo · Takashi Mitsukuri · Takashi Ono · Masao Takemoto · Shuji Tsurumi | Unión Soviética Albert Azaryan · Valery Kerdemilidi · Nikolai Miligulo · Vladimir Portnoi · Boris Shakhlin · Yuri Titov | Italia Giovanni Carminucci · Pasquale Carminucci · Gianfranco Marzolla · Franco Menichelli · Orlando Polmonari · Angelo Vicardi |
| Tokio 1964          | Japón Yukio Endo · Takuji Hayata · Takashi Mitsukuri · Takashi Ono · Shuji Tsurumi · Haruhiro Yamashita | Unión Soviética Sergey Diomidov · Viktor Leontyev · Viktor Lisitsky · Boris Shakhlin · Yuri Titov · Yury Tsapenko | Equipo Alemán Unificado Siegfried Fülle · Philipp Fürst · Erwin Koppe · Klaus Köste · Günter Lyhs · Peter Weber |
| México 1968         | Japón Yukio Endo · Sawao Kato · Takeshi Katō · Eizo Kenmotsu · Akinori Nakayama · Mitsuo Tsukahara | Unión Soviética Sergey Diomidov · Valery Iljinykh · Valery Karasev · Viktor Klimenko · Victor Lisitsky · Mikhail Voronin | Alemania Oriental Günter Beier · Matthias Brehme · Gerhard Dietrich · Siegfried Fülle · Klaus Köste · Peter Weber |
| Múnich 1972         | Japón Shigeru Kasamatsu · Sawao Kato · Eizo Kenmotsu · Akinori Nakayama · Teruichi Okamura · Mitsuo Tsukahara | Unión Soviética Nikolai Andrianov · Viktor Klimenko · Alexander Maleev · Edvard Mikaelian · Vladimir Schukin · Mikhail Voronin | Alemania Oriental Matthias Brehme · Wolfgang Klotz · Klaus Köste · Jürgen Paeke · Reinhard Rychly · Wolfgang Thüne |
| Montreal 1976       | Japón Shun Fujimoto · Hisato Igarashi · Hiroshi Kajiyama · Sawao Kato · Eizo Kenmotsu · Mitsuo Tsukahara | Unión Soviética Nikolai Andrianov · Alexander Dityatin · Gennady Krysin · Vladimir Marchenko · Vladimir Markelov · Vladimir Tikhonov | Alemania Oriental Roland Brückner · Rainer Hanschke · Bernd Jäger · Wolfgang Klotz · Lutz Mack · Michael Nikolay |
| Moscú 1980          | Unión Soviética Nikolai Andrianov · Eduard Azaryan · Alexander Dityatin · Bogdan Makuts · Vladimir Markelov · Aleksandr Tkachyov | Alemania Oriental Ralf-Peter Hemmann · Lutz Hoffmann · Lutz Mack · Michael Nikolay · Andreas Bronst · Roland Brückner | Hungría Ferenc Donáth · György Guczoghy · Zoltán Kelemen · Péter Kovács · Zoltán Magyar · István Vámos |
| Los Ángeles 1984    | Estados Unidos Bart Conner · Timothy Daggett · Mitchell Gaylord · Jim Hartung · Scott Johnson · Peter Vidmar | República Popular China Li Ning · Li Xiaoping · Li Yuejiu · Lou Yun · Tong Fei · Xu Zhiqiang | Japón Koji Gushiken · Noritoshi Hirata · Nobuyuki Kajitani · Shinji Morisue · Koji Sotomura · Kyoji Yamawaki |
| Seúl 1988           | Unión Soviética Vladimir Artemov · Dmitry Bilozerchev · Vladimir Gogoladze · Serguéi Jarkov · Valeri Liukin · Vladimir Nouvikov | Alemania Oriental Holger Behrendt · Ralf Büchner · Ulf Hoffmann · Sylvio Kroll · Sven Tippelt · Andreas Wecker | Japón Yukio Iketani · Hiroyuki Konishi · Koichi Mizushima · Daisuke Nishikawa · Toshiharu Sato · Takahiro Yameda |
| Barcelona 1992      | Equipo Unificado Valery Belenky · Ihor Korobchynskyi · Grigory Misutin · Vitaly Scherbo · Rustam Sharipov · Aleksey Voropayev | República Popular China Guo Linyao · Li Chunyang · Li Dashuang · Li Ge · Li Jing · Li Xiaoshuang | Japón Yutaka Aihara · Takashi Chinen · Yoshiaki Hatakeda · Yukio Iketani · Masayuki Matsunaga · Daisuke Nishikawa |
| Atlanta 1996        | Rusia Serguéi Jarkov · Nikolai Kryukov · Alexei Nemov · Yevgeni Podgorny · Dmitri Trush · Dmitri Vasilenko · Aleksey Voropayev | República Popular China Fan Bin · Fan Hongbin · Huang Huadong · Huang Liping · Li Xiaoshuang · Shen Jian · Zhang Jinjing | Ucrania Ihor Korobchynskyi · Oleg Kosiak · Grigory Misutin · Vladimir Shamenko · Rustam Sharipov · Olexander Svitlichni · Yuri Yermakov |
| Sídney 2000         | República Popular China Huang Xu · Li Xiaopeng · Xiao Junfeng · Xing Aowei · Yang Wei · Zheng Lihui | Ucrania Alexander Beresch · Valeri Goncharov · Ruslan Mezentsev · Valeri Pereshkura · Olexander Svitlichni · Roman Zozulya | Rusia Maxim Aleshin · Alexei Bondarenko · Dmitri Drevin · Nikolai Kryukov · Alexei Nemov · Yevgeni Podgorny |
| Atenas 2004         | Japón Takehiro Kashima · Hisashi Mizutori · Daisuke Nakano · Hiroyuki Tomita · Naoya Tsukahara · Isao Yoneda | Estados Unidos Jason Gatson · Morgan Hamm · Paul Hamm · Brett McClure · Blaine Wilson · Guard Young | Rumania Marian Drăgulescu · Ilie Daniel Popescu · Dan Nicolae Potra · Răzvan Dorin Şelariu · Ioan Silviu Suciu · Marius Urzică |
| Beijing 2008        | República Popular China Chen Yibing · Huang Xu · Li Xiaopeng · Xiao Qin · Yang Wei · Zou Kai | Japón Takehiro Kashima · Takuya Nakase · Makoto Okiguchi · Koki Sakamoto · Hiroyuki Tomita · Kōhei Uchimura | Estados Unidos Alexander Artemev · Raj Bhavsar · Joe Hagerty · Jonathan Horton · Justin Spring · Kai Wen Tan |
| Londres 2012        | República Popular China Chen Yibing · Feng Zhe · Guo Weiyang · Zhang Chenglong · Zou Kai | Japón Ryohei Kato · Kazuhito Tanaka · Yusuke Tanaka · Kōhei Uchimura · Koji Yamamuro | Reino Unido Sam Oldham · Daniel Purvis · Louis Smith · Kristian Thomas · Max Whitlock |
| Río de Janeiro 2016 | Japón Kenzō Shirai · Yūsuke Tanaka · Koji Yamamuro · Kōhei Uchimura · Ryōhei Katō | Rusia Denis Ablyazin · David Belyavskiy · Ivan Stretovich · Nikolai Kuksenkov · Nikita Nagornyy | República Popular China Deng Shudi · Lin Chaopan · Liu Yang · You Hao · Zhang Chenglong |
| Tokio 2020          | ROC Denis Ablyazin · David Belyavskiy · Artur Dalaloyan · Nikita Nagornyy | Japón Daiki Hashimoto · Kazuma Kaya · Takeru Kitazono · Wataru Tanigawa | República Popular China Lin Chaopan · Sun Wei · Xiao Ruoteng · Zou Jingyuan |
| París 2024          | Japón Daiki Hashimoto · Kazuma Kaya · Shinnosuke Oka · Takaaki Sugino · Wataru Tanigawa | República Popular China Liu Yang · Su Weide · Xiao Ruoteng · Zhang Boheng · Zou Jingyuan | Estados Unidos Asher Hong · Paul Juda · Brody Malone · Stephen Nedoroscik · Frederick Richard |

#### Suelo
| Edición             | Oro                                     | Plata                                                                                | Bronce                                                  |
| ------------------- | --------------------------------------- | ------------------------------------------------------------------------------------ | ------------------------------------------------------- |
| Los Ángeles 1932    | István Pelle · Hungría                  | Georges Miez · Suiza                                                                 | Mario Lertora · Italia                                  |
| Berlín 1936         | Georges Miez · Suiza                    | Josef Walter · Suiza                                                                 | Konrad Frey · Alemania Eugen Mack · Suiza               |
| Londres 1948        | Ferenc Pataki · Hungría                 | János Mogyorósi-Klencs · Hungría                                                     | Zdenek Ruzicka · Checoslovaquia                         |
| Helsinki 1952       | William Thoresson · Suecia              | Jerzy Jokiel · Polonia Tadao Uesako · Japón                                          | medalla no otorgada                                     |
| Melbourne 1956      | Valentin Muratov · Unión Soviética      | Nobuyuki Aihara · Japón Viktor Chukarin · Unión Soviética William Thoresson · Suecia | medalla no otorgada                                     |
| Roma 1960           | Nobuyuki Aihara · Japón                 | Yuri Titov · Unión Soviética                                                         | Franco Menichelli · Italia                              |
| Tokio 1964          | Franco Menichelli · Italia              | Yukio Endo · Japón Viktor Lisitsky · Unión Soviética                                 | medalla no otorgada                                     |
| México 1968         | Sawao Kato · Japón                      | Akinori Nakayama · Japón                                                             | Takeshi Katō · Japón                                    |
| Múnich 1972         | Nikolai Andrianov · Unión Soviética     | Akinori Nakayama · Japón                                                             | Shigeru Kasamatsu · Japón                               |
| Montreal 1976       | Nikolai Andrianov · Unión Soviética     | Vladimir Marchenko · Unión Soviética                                                 | Peter Kormann · Estados Unidos                          |
| Moscú 1980          | Roland Brückner · Alemania Oriental     | Nikolai Andrianov · Unión Soviética                                                  | Alexander Dityatin · Unión Soviética                    |
| Los Ángeles 1984    | Li Ning · República Popular China       | Lou Yun · República Popular China                                                    | Koji Sotomura · Japón Philippe Vatuone · Francia        |
| Seúl 1988           | Serguéi Jarkov · Unión Soviética        | Vladimir Artemov · Unión Soviética                                                   | Yukio Iketani · Japón Lou Yun · República Popular China |
| Barcelona 1992      | Li Xiaoshuang · República Popular China | Yukio Iketani · Japón Grigori Misiutin · Equipo Unificado                            | medalla no otorgada                                     |
| Atlanta 1996        | Ioannis Melissanidis · Grecia           | Li Xiaoshuang · República Popular China                                              | Alexei Nemov · Rusia                                    |
| Sídney 2000         | Igors Vihrovs · Letonia                 | Alexei Nemov · Rusia                                                                 | Yordan Yovchev · Bulgaria                               |
| Atenas 2004         | Kyle Shewfelt · Canadá                  | Marian Drăgulescu · Rumania                                                          | Yordan Yovchev · Bulgaria                               |
| Beijing 2008        | Zou Kai · República Popular China       | Gervasio Deferr · España                                                             | Anton Golotsutskov · Rusia                              |
| Londres 2012        | Zou Kai · República Popular China       | Kōhei Uchimura · Japón                                                               | Denis Ablyazin · Rusia                                  |
| Río de Janeiro 2016 | Max Whitlock · Reino Unido              | Diego Hypólito · Brasil                                                              | Arthur Mariano · Brasil                                 |
| Tokio 2020          | Artem Dolgopyat · Israel                | Rayderley Zapata · España                                                            | Xiao Ruoteng · República Popular China                  |
| París 2024          | Carlos Yulo · Filipinas                 | Artem Dolgopyat · Israel                                                             | Jake Jarman · Reino Unido                               |

#### Barra fija
| Edición             | Oro                                        | Plata                                      | Bronce                                                              |
| ------------------- | ------------------------------------------ | ------------------------------------------ | ------------------------------------------------------------------- |
| Atenas 1896         | Hermann Weingärtner                        | Alfred Flatow                              | no otorgada                                                         |
| París 1900          | Prueba no incluida en el programa Olímpico | Prueba no incluida en el programa Olímpico | Prueba no incluida en el programa Olímpico                          |
| St. Louis 1904      | Anton Heida Edward Hennig                  | no otorgada                                | George Eyser                                                        |
| 1908–1920           | Prueba no incluida en el programa Olímpico | Prueba no incluida en el programa Olímpico | Prueba no incluida en el programa Olímpico                          |
| París 1924          | Leon Štukelj                               | Jean Gutweninger                           | André Higelin                                                       |
| Ámsterdam 1928      | Georges Miez                               | Romeo Neri                                 | Eugen Mack                                                          |
| Los Ángeles 1932    | Dallas Bixler                              | Heikki Savolainen                          | Einari Teräsvirta                                                   |
| Berlín 1936         | Aleksanteri Saarvala                       | Konrad Frey                                | Alfred Schwarzmann                                                  |
| Londres 1948        | Josef Stalder                              | Walter Lehmann                             | Veikko Huhtanen                                                     |
| Helsinki 1952       | Jack Günthard                              | Alfred Schwarzmann Josef Stalder           | no otorgada                                                         |
| Melbourne 1956      | Takashi Ono                                | Yuri Titov                                 | Masao Takemoto                                                      |
| Roma 1960           | Takashi Ono                                | Masao Takemoto                             | Boris Shakhlin                                                      |
| Tokio 1964          | Boris Shakhlin                             | Yuri Titov                                 | Miroslav Cerar                                                      |
| México 1968         | Akinori Nakayama Mikhail Voronin           | no otorgada                                | Eizo Kenmotsu                                                       |
| Munich 1972         | Mitsuo Tsukahara                           | Sawao Kato                                 | Shigeru Kasamatsu                                                   |
| Montreal 1976       | Mitsuo Tsukahara                           | Eizo Kenmotsu                              | Eberhard Gienger                                                    |
| Moscú 1980          | Stoyan Deltchev                            | Alexander Dityatin                         | Nikolai Andrianov                                                   |
| Los Ángeles 1984    | Shinji Morisue                             | Tong Fei                                   | Koji Gushiken                                                       |
| Seúl 1988           | Vladimir Artemov Valeri Liukin             | no otorgada                                | Holger Behrendt Marius Gherman                                      |
| Barcelona 1992      | Trent Dimas                                | Andreas Wecker Grigory Misutin             | no otorgada                                                         |
| Atlanta 1996        | Andreas Wecker                             | Krasimir Dunev                             | Fan Bin Alexei Nemov Vitaly Scherbo                                 |
| Sídney 2000         | Alexei Nemov · Rusia                       | Benjamin Varonian · Francia                | Lee Joo-Hyung · Corea del Sur                                       |
| Atenas 2004         | Igor Cassina · Italia                      | Paul Hamm · Estados Unidos                 | Isao Yoneda · Japón                                                 |
| Beijing 2008        | Zou Kai · República Popular China          | Jonathan Horton · Estados Unidos           | Fabian Hambüchen · Alemania                                         |
| Londres 2012        | Epke Zonderland · Países Bajos             | Fabian Hambüchen · Alemania                | Zou Kai · República Popular China                                   |
| Río de Janeiro 2016 | Fabian Hambüchen · Alemania                | Danell Leyva · Estados Unidos              | Nile Wilson · Reino Unido                                           |
| Tokio 2020          | Daiki Hashimoto · Japón                    | Tin Srbić · Croacia                        | Nikita Nagornyy · ROC                                               |
| París 2024          | Shinnosuke Oka · Japón                     | Ángel Barajas · Colombia                   | Tang Chia-Hung · China TaipéiZhang Boheng · República Popular China |

#### Barras paralelas
| Edición             | Oro                                        | Plata                                      | Bronce                                           |
| ------------------- | ------------------------------------------ | ------------------------------------------ | ------------------------------------------------ |
| Atenas 1896         | Alfred Flatow                              | Louis Zutter                               | no otorgada                                      |
| París 1900          | Prueba no incluida en el programa Olímpico | Prueba no incluida en el programa Olímpico | Prueba no incluida en el programa Olímpico       |
| St. Louis 1904      | George Eyser                               | Anton Heida                                | John Duha                                        |
| 1908–1920           | Prueba no incluida en el programa Olímpico | Prueba no incluida en el programa Olímpico | Prueba no incluida en el programa Olímpico       |
| París 1924          | August Güttinger                           | Robert Pražák                              | Giorgio Zampori                                  |
| Ámsterdam 1928      | Ladislav Vácha                             | Josip Primožič                             | Hermann Hänggi                                   |
| Los Ángeles 1932    | Romeo Neri                                 | István Pelle                               | Heikki Savolainen                                |
| Berlín 1936         | Konrad Frey                                | Michael Reusch                             | Alfred Schwarzmann                               |
| Londres 1948        | Michael Reusch                             | Veikko Huhtanen                            | Christian Kipfer Josef Stalder                   |
| Helsinki 1952       | Hans Eugster                               | Viktor Chukarin                            | Josef Stalder                                    |
| Melbourne 1956      | Viktor Chukarin                            | Masami Kubota                              | Takashi Ono Masao Takemoto                       |
| Roma 1960           | Boris Shakhlin                             | Giovanni Carminucci                        | Takashi Ono                                      |
| Tokio 1964          | Yukio Endo                                 | Shuji Tsurumi                              | Franco Menichelli                                |
| México 1968         | Akinori Nakayama                           | Mikhail Voronin                            | Viktor Klimenko                                  |
| Munich 1972         | Sawao Kato                                 | Shigeru Kasamatsu                          | Eizo Kenmotsu                                    |
| Montreal 1976       | Sawao Kato                                 | Nikolai Andrianov                          | Mitsuo Tsukahara                                 |
| Moscú 1980          | Aleksandr Tkachyov                         | Alexander Dityatin                         | Roland Brückner                                  |
| Los Ángeles 1984    | Bart Conner                                | Nobuyuki Kajitani                          | Mitchell Gaylord                                 |
| Seúl 1988           | Vladimir Artemov                           | Valeri Liukin                              | Sven Tippelt                                     |
| Barcelona 1992      | Vitaly Scherbo                             | Li Jing                                    | Ihor Korobchynskyi Guo Linyao Masayuki Matsunaga |
| Atlanta 1996        | Rustam Sharipov · Ucrania                  | Jair Lynch · Estados Unidos                | Vitaly Scherbo · Bielorrusia                     |
| Sídney 2000         | Li Xiaopeng · República Popular China      | Lee Joo-Hyung · Corea del Sur              | Alexei Nemov · Rusia                             |
| Atenas 2004         | Valeri Goncharov · Ucrania                 | Hiroyuki Tomita · Japón                    | Li Xiaopeng · República Popular China            |
| Beijing 2008        | Li Xiaopeng · República Popular China      | Yoo Won-Chul · Corea del Sur               | Anton Fokin · Uzbekistán                         |
| Londres 2012        | Feng Zhe · República Popular China         | Marcel Nguyen · Alemania                   | Hamilton Sabot · Francia                         |
| Río de Janeiro 2016 | Oleg Vernyayev · Ucrania                   | Danell Leyva · Estados Unidos              | David Belyavskiy · Rusia                         |
| Tokio 2020          | Zou Jingyuan · República Popular China     | Lukas Dauser · Alemania                    | Ferhat Arıcan · Turquía                          |
| París 2024          | Zou Jingyuan · República Popular China     | Ilia Kovtun · Ucrania                      | Shinnosuke Oka · Japón                           |

#### Salto de potro
| Edición             | Oro                                        | Plata                                                 | Bronce                                            |
| ------------------- | ------------------------------------------ | ----------------------------------------------------- | ------------------------------------------------- |
| Atenas 1896         | Carl Schuhmann                             | Louis Zutter                                          | Hermann Weingärtner                               |
| París 1900          | Prueba no incluida en el programa Olímpico | Prueba no incluida en el programa Olímpico            | Prueba no incluida en el programa Olímpico        |
| St. Louis 1904      | George Eyser                               | Anton Heida                                           | William Merz                                      |
| 1908–1920           | Prueba no incluida en el programa Olímpico | Prueba no incluida en el programa Olímpico            | Prueba no incluida en el programa Olímpico        |
| París 1924          | Frank Kriz                                 | Jan Koutný                                            | Bohumil Mořkovský                                 |
| Ámsterdam 1928      | Eugen Mack                                 | Emanuel Löffler                                       | Stane Derganc                                     |
| Los Ángeles 1932    | Savino Guglielmetti                        | Al Jochim                                             | Ed Carmichael                                     |
| Berlín 1936         | Alfred Schwarzmann                         | Eugen Mack                                            | Matthias Volz                                     |
| Londres 1948        | Paavo Aaltonen                             | Olavi Rove                                            | János Mogyorósi-Klencs Ferenc Pataki Leo Sotorník |
| Helsinki 1952       | Viktor Chukarin                            | Masao Takemoto                                        | Takashi Ono Tadao Uesako                          |
| Melbourne 1956      | Helmut Bantz Valentin Muratov              | no otorgada                                           | Yuri Titov                                        |
| Roma 1960           | Takashi Ono Boris Shakhlin                 | no otorgada                                           | Vladimir Portnoi                                  |
| Tokio 1964          | Haruhiro Yamashita                         | Viktor Lisitsky                                       | Hannu Rantakari                                   |
| México 1968         | Mikhail Voronin                            | Yukio Endo                                            | Sergey Diomidov                                   |
| Munich 1972         | Klaus Köste                                | Viktor Klimenko                                       | Nikolai Andrianov                                 |
| Montreal 1976       | Nikolai Andrianov                          | Mitsuo Tsukahara                                      | Hiroshi Kajiyama                                  |
| Moscú 1980          | Nikolai Andrianov                          | Alexander Dityatin                                    | Roland Brückner                                   |
| Los Ángeles 1984    | Lou Yun                                    | Mitchell Gaylord Koji Gushiken Li Ning Shinji Morisue | no otorgada                                       |
| Seúl 1988           | Lou Yun · República Popular China          | Sylvio Kroll · Alemania Oriental                      | Park Jong Hoon · Corea del Sur                    |
| Barcelona 1992      | Vitaly Scherbo · Equipo Unificado          | Grigory Misutin · Equipo Unificado                    | Ok Ryul Yoo · Corea del Sur                       |
| Atlanta 1996        | Alexei Nemov · Rusia                       | Yeo Hong-Chul · Corea del Sur                         | Vitaly Scherbo · Bielorrusia                      |
| Sídney 2000         | Gervasio Deferr · España                   | Alexei Bondarenko · Rusia                             | Leszek Blanik · Polonia                           |
| Atenas 2004         | Gervasio Deferr · España                   | Jevgēņijs Saproņenko · Letonia                        | Marian Drăgulescu · Rumania                       |
| Beijing 2008        | Leszek Blanik · Polonia                    | Thomas Bouhail · Francia                              | Anton Golotsutskov · Rusia                        |
| Londres 2012        | Yang Hak-seon · Corea del Sur              | Denis Ablyazin · Rusia                                | Igor Radivilov · Ucrania                          |
| Río de Janeiro 2016 | Ri Se-gwang · Corea del Norte              | Denis Ablyazin · Rusia                                | Kenzo Shirai · Japón                              |
| Tokio 2020          | Shin Jea-Hwan · Corea del Sur              | Denis Ablyazin · ROC                                  | Artur Davtyan · Armenia                           |
| París 2024          | Carlos Yulo · Filipinas                    | Artur Davtyan · Armenia                               | Harry Hepworth · Reino Unido                      |

#### Anillas
| Edición             | Oro                                        | Plata                                                | Bronce                                     |
| ------------------- | ------------------------------------------ | ---------------------------------------------------- | ------------------------------------------ |
| Atenas 1896         | Ioannis Mitropoulos                        | Hermann Weingärtner                                  | Petros Persakis                            |
| París 1900          | Prueba no incluida en el programa Olímpico | Prueba no incluida en el programa Olímpico           | Prueba no incluida en el programa Olímpico |
| St. Louis 1904      | Herman Glass                               | William Merz                                         | Emil Voigt                                 |
| 1908–1920           | Prueba no incluida en el programa Olímpico | Prueba no incluida en el programa Olímpico           | Prueba no incluida en el programa Olímpico |
| París 1924          | Francesco Martino                          | Robert Pražák                                        | Ladislav Vácha                             |
| Ámsterdam 1928      | Leon Štukelj                               | Ladislav Vácha                                       | Emanuel Löffler                            |
| Los Ángeles 1932    | George Gulack                              | Bill Denton                                          | Giovanni Lattuada                          |
| Berlín 1936         | Alois Hudec                                | Leon Štukelj                                         | Matthias Volz                              |
| Londres 1948        | Karl Frei                                  | Michael Reusch                                       | Zdenek Ruzicka                             |
| Helsinki 1952       | Hrant Shahinyan                            | Viktor Chukarin                                      | Hans Eugster Dmitri Leonkin                |
| Melbourne 1956      | Albert Azaryan                             | Valentin Muratov                                     | Masao Takemoto Masami Kubota               |
| Roma 1960           | Albert Azaryan                             | Boris Shakhlin                                       | Velik Kapsazov Takashi Ono                 |
| Tokio 1964          | Takuji Hayata                              | Franco Menichelli                                    | Boris Shakhlin                             |
| México 1968         | Akinori Nakayama                           | Mikhail Voronin                                      | Sawao Kato                                 |
| Munich 1972         | Akinori Nakayama                           | Mikhail Voronin                                      | Mitsuo Tsukahara                           |
| Montreal 1976       | Nikolai Andrianov                          | Alexander Dityatin                                   | Danut Grecu                                |
| Moscú 1980          | Alexander Dityatin                         | Aleksandr Tkachyov                                   | Jiri Tabak                                 |
| Los Ángeles 1984    | Koji Gushiken Li Ning                      | no otorgada                                          | Mitchell Gaylord                           |
| Seúl 1988           | Holger Behrendt Dmitry Bilozerchev         | no otorgada                                          | Sven Tippelt                               |
| Barcelona 1992      | Vitaly Scherbo · Equipo Unificado          | Li Jing · República Popular China                    | Andreas Wecker · Alemania                  |
| Atlanta 1996        | Jury Chechi · Italia                       | Dan Burincă · Rumania Szilveszter Csollány · Hungría | no otorgada                                |
| Sídney 2000         | Szilveszter Csollány · Hungría             | Dimosthenis Tampakos · Grecia                        | Yordan Yovchev · Bulgaria                  |
| Atenas 2004         | Dimosthenis Tampakos · Grecia              | Yordan Yovchev · Bulgaria                            | Jury Chechi · Italia                       |
| Beijing 2008        | Chen Yibing · República Popular China      | Yang Wei · República Popular China                   | Oleksandr Vorobiov · Ucrania               |
| Londres 2012        | Arthur Zanetti · Brasil                    | Chen Yibing · República Popular China                | Matteo Morandi · Italia                    |
| Río de Janeiro 2016 | Eleftherios Petrounias · Grecia            | Arthur Zanetti · Brasil                              | Denis Ablyazin · Rusia                     |
| Tokio 2020          | Liu Yang · República Popular China         | You Hao · República Popular China                    | Eleftherios Petrounias · Grecia            |
| París 2024          | Liu Yang · República Popular China         | Zou Jingyuan · República Popular China               | Eleftherios Petrounias · Grecia            |

#### Caballo con arzones
| Edición             | Oro                                              | Plata                                      | Bronce                                     |
| ------------------- | ------------------------------------------------ | ------------------------------------------ | ------------------------------------------ |
| Atenas 1896         | Louis Zutter                                     | Hermann Weingärtner                        | no otorgada                                |
| París 1900          | Prueba no incluida en el programa Olímpico       | Prueba no incluida en el programa Olímpico | Prueba no incluida en el programa Olímpico |
| St. Louis 1904      | Anton Heida                                      | George Eyser                               | William Merz                               |
| 1908–1920           | Prueba no incluida en el programa Olímpico       | Prueba no incluida en el programa Olímpico | Prueba no incluida en el programa Olímpico |
| París 1924          | Josef Wilhelm                                    | Jean Gutweninger                           | Antoine Rebetez                            |
| Ámsterdam 1928      | Hermann Hänggi                                   | Georges Miez                               | Heikki Savolainen                          |
| Los Ángeles 1932    | István Pelle                                     | Omero Bonoli                               | Frank Haubold                              |
| Berlín 1936         | Konrad Frey                                      | Eugen Mack                                 | Albert Bachmann                            |
| Londres 1948        | Paavo Aaltonen Veikko Huhtanen Heikki Savolainen | no otorgada                                | no otorgada                                |
| Helsinki 1952       | Viktor Chukarin                                  | Yevgeny Korolkov Hrant Shahinyan           | no otorgada                                |
| Melbourne 1956      | Boris Shakhlin                                   | Takashi Ono                                | Viktor Chukarin                            |
| Roma 1960           | Eugen Ekman Boris Shakhlin                       | no otorgada                                | Shuji Tsurumi                              |
| Tokio 1964          | Miroslav Cerar                                   | Shuji Tsurumi                              | Yury Tsapenko                              |
| México 1968         | Miroslav Cerar                                   | Olli Laiho                                 | Mikhail Voronin                            |
| Múnich 1972         | Viktor Klimenko                                  | Sawao Kato                                 | Eizo Kenmotsu                              |
| Montreal 1976       | Zoltán Magyar                                    | Eizo Kenmotsu                              | Nikolai Andrianov Michael Nikolay          |
| Moscú 1980          | Zoltán Magyar                                    | Alexander Dityatin                         | Michael Nikolay                            |
| Los Ángeles 1984    | Li Ning Peter Vidmar                             | no otorgada                                | Timothy Daggett                            |
| Seúl 1988           | Dmitry Bilozerchev Zsolt Borkai Lubomir Geraskov | no otorgada                                | no otorgada                                |
| Barcelona 1992      | Vitaly Scherbo Pae Gil-su                        | no otorgada                                | Andreas Wecker                             |
| Atlanta 1996        | Li Donghua · Suiza                               | Marius Urzică · Rumania                    | Alexei Nemov · Rusia                       |
| Sídney 2000         | Marius Urzică · Rumania                          | Eric Poujade · Francia                     | Alexei Nemov · Rusia                       |
| Atenas 2004         | Teng Haibin · República Popular China            | Marius Urzică · Rumania                    | Takehiro Kashima · Japón                   |
| Beijing 2008        | Xiao Qin · República Popular China               | Filip Ude · Croacia                        | Louis Smith · Reino Unido                  |
| Londres 2012        | Krisztián Berki · Hungría                        | Louis Smith · Reino Unido                  | Max Whitlock · Reino Unido                 |
| Río de Janeiro 2016 | Max Whitlock · Reino Unido                       | Louis Smith · Reino Unido                  | Alexander Naddour · Estados Unidos         |
| Tokio 2020          | Max Whitlock · Reino Unido                       | Lee Chih-kai · China Taipéi                | Kazuma Kaya · Japón                        |
| París 2024          | Rhys McClenaghan · Irlanda                       | Nariman Kurbanov · Kazajistán              | Stephen Nedoroscik · Estados Unidos        |

## Trampolín

### Individual
| Edición             | Oro                                               | Plata                                | Bronce                                |
| ------------------- | ------------------------------------------------- | ------------------------------------ | ------------------------------------- |
| Sídney 2000         | Alexander Moskalenko · Rusia                      | Ji Wallace · Australia               | Mathieu Turgeon · Canadá              |
| Atenas 2004         | Yuri Nikitin · Ucrania                            | Alexander Moskalenko · Rusia         | Henrik Stehlik · Alemania             |
| Beijing 2008        | Lu Chunlong · República Popular China             | Jason Burnett · Canadá               | Dong Dong · República Popular China   |
| Londres 2012        | Dong Dong · República Popular China               | Dmitry Ushakov · Rusia               | Lu Chunlong · República Popular China |
| Río de Janeiro 2016 | Uladzislau Hancharou · Bielorrusia                | Dong Dong · República Popular China  | Gao Lei · República Popular China     |
| Tokio 2020          | Ivan Litvinovich · Bielorrusia                    | Dong Dong · República Popular China  | Dylan Schmidt · Nueva Zelanda         |
| París 2024          | Ivan Litvinovich · Atletas Individuales Neutrales | Wang Zisai · República Popular China | Yan Langyu · República Popular China  |